# Brachythecium conostomum
Brachythecium conostomum là một loài Rêu trong họ Brachytheciaceae. Loài này được (Taylor) A. Jaeger mô tả khoa học đầu tiên năm 1878.